# Герасим II Константинопольський
Герасим II — патріарх Константинопольський у 1673—1674 рр.
Походив з Хіосу. Він став священнослужителем у молодому віці, а потім очолив митрополії Бреїли в Румунії та Тирново в Болгарії, які тоді були провінціями Вселенського Патріархату. Його було обрано Патріархом Константинопольським 14 серпня 1673 року після дій дружини Великого Тлумача Високих врат Панайотіса Нікусіу.
Він був скинутий з престолу в грудні 1674 року і отримав Хіоську єпархію. У 1676 р. він безуспішно намагався повернутися на Патріарший престол. Він очолив єпархію Андроса, з якої був усунений у травні 1678 року. Потім він став митрополитом Священної Митрополії Паронаксії і був знову скинутий з престолу в 1683 році діями Вселенського Патріарха Діонісія IV.
Після цього він попросив захисту венеційців, які в той час панували в Егейському морі. Йоасаф, його наступник у митрополії Паронаксії, подарував йому монастир Святої Кіріакі на Наксосі, де він і помер 6 лютого 1689 року.